# 拉姆琼县
拉姆琼县（英語：Lamjung District），是尼泊尔的77个县之一，隶属于甘达基省。拉姆琼县面积1692平方千米，人口17.71万人（2001年统计）。
拉姆琼县縣治位於貝西薩哈。

## 2015年4月25日地震
2015年4月25日，一场主震8.1级的地震袭击该县，导致首都加德满都及附近地区大量伤亡。